# Porfestés
A porfestés (köznapi szóhasználatban gyakran szinterelés vagy szinterezés, ez azonban a porkohászati hevítő-zsugorító művelet megnevezésének pontatlan használata) egy speciális felületi bevonatot eredményező eljárás általában fém felületekre.

## Technológia
Egy színezett műanyagpor-alapú festéket hordanak fel az adott felületre elektrosztatikus szórópisztoly segítségével kb. 10–100 kV feszültséggel. A fém felületén megtapad a műanyag porfesték, majd kemencében 160–200 °C-on ráolvasztják. Az így kapott felület rendkívül tartós, rugalmas és hőálló. Az utóbbi időben már nem csak fémeken használják ezt az eljárást, hanem műanyagon, üvegen, fán, MDF lapon is.

## Előnyei
- Nincs oldószer-felhasználás,
- a porszóró berendezés zárt technológia, nincs károsanyag-kibocsátás,
- fajlagosan olcsó,
- nagy felületek is gyorsan bevonhatók,
- nincs száradási idő, beégetés után azonnal használható,
- megfelelő alapanyag esetén jól ellenáll az UV-sugárzásnak és az időjárási viszonyoknak.

## Hátrányai
- A kemence mérete behatárolja a festhető termék méreteit,
- a magas beégetési hőmérséklet miatt csak az erre alkalmas anyagok festhetőek,
- nem minden festett felületre hordható fel,
- előkészítést igényel,
- tagolt felületekre nehezen vihető fel.